# 第6次ネタニヤフ内閣
第6次ネタニヤフ内閣（だい6じネタニヤフないかく、第37代内閣）は、2022年11月1日に行われたクネセト総選挙後の同年12月29日に組閣された、現在のイスラエルの内閣である。リクード、ユダヤ・トーラ連合、シャス、宗教シオニスト党、ユダヤの力、ノアムを与党とし、リクードのベンヤミン・ネタニヤフ党首を首班とする連立政権である。2023年10月7日に勃発した対ハマース戦争に挙国一致で対処するため、連立政権に野党の国家団結を加えた戦時内閣が同年10月11日に発足したが、あくまで戦時内閣は通常の内閣とは別個に作られた特別な小規模内閣という位置づけである。とはいえ戦争の遂行に関係ない法案や政府決定は全て凍結されたため、2024年6月16日に戦時内閣が解散されるまで第37代内閣は事実上機能停止状態にあった。

## 背景
2022年クネセト総選挙ではリクードのベンヤミン・ネタニヤフ党首率いる右派連合が全120議席中64議席を獲得した一方、ヤイル・ラピド首相（当時）率いる連立与党は51議席のみ獲得した。この右派連合による新政権はイスラエル史上、最も右寄りで宗教的な政権であると評されている。

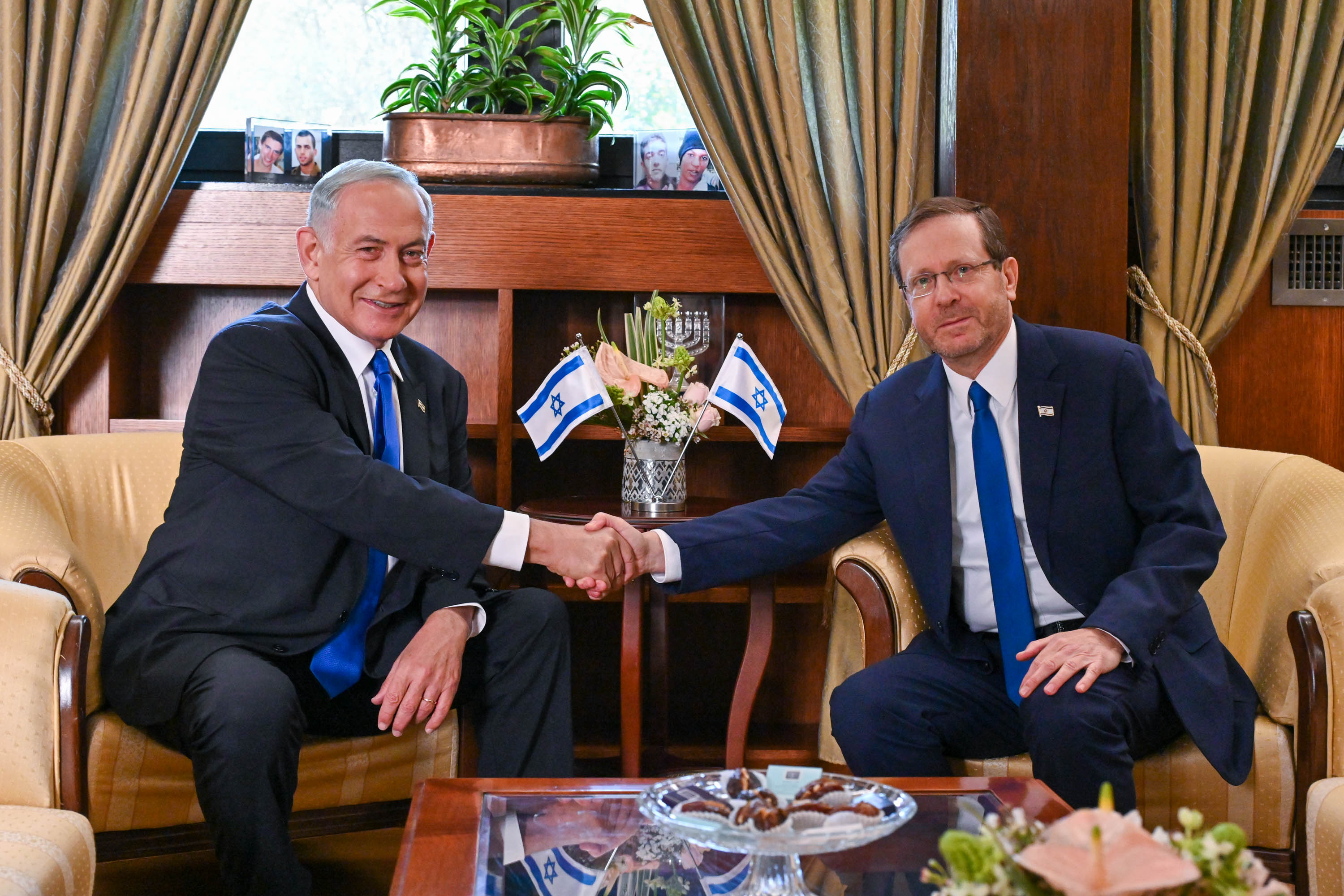
リクードのベンヤミン・ネタニヤフ党首に組閣を命じるヘルツォグ大統領（2022年11月13日）。

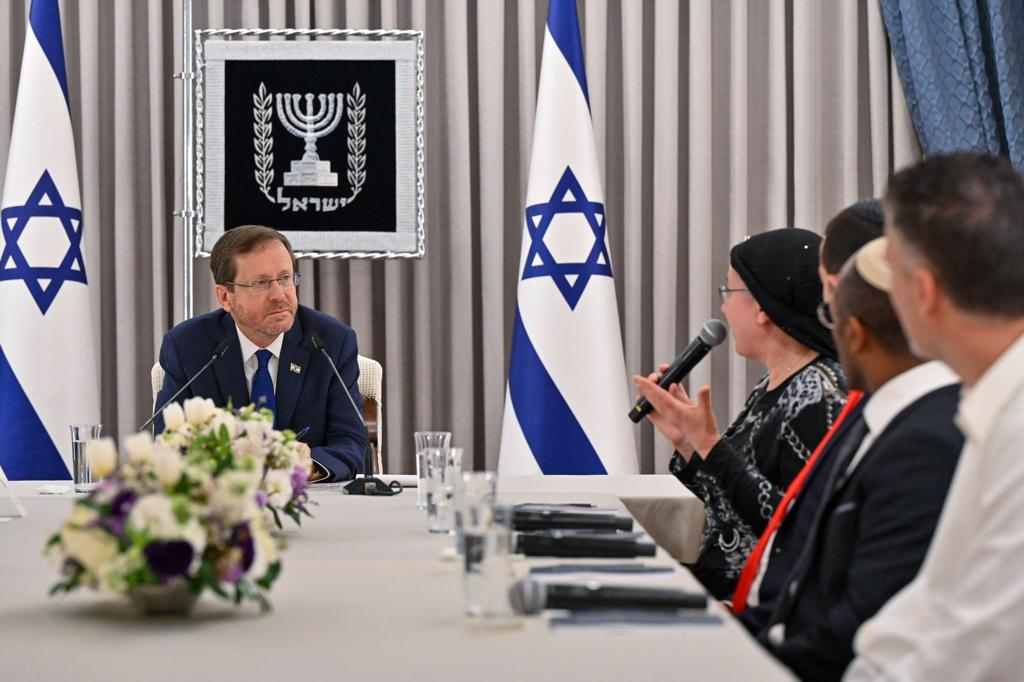
首相指名を前にオリット・シュトルック議員、オハッド・タル議員、モーシェ・ソロモン議員と会談するヘルツォグ大統領（2022年11月10日）。

## 内閣の顔ぶれ

### 国務大臣
下記は内閣の現閣僚である。（備考欄の免記載を除く）
出身政党：
  リクード    シャス    宗教シオニスト党    ユダヤ・トーラ連合    ユダヤの力    ノアム    新しい希望
| 職名                                     | 氏名                             | 氏名 | 政党               | 特命事項等                     | 備考                                       |
| ---------------------------------------- | -------------------------------- | ---- | ------------------ | ------------------------------ | ------------------------------------------ |
| 首相                                     | ベンヤミン・ネタニヤフ           |      | リクード           |                                | リクード党首                               |
| 副首相 司法大臣                          | ヤリブ・レビン                   |      | リクード           |                                | 前クネセト議長                             |
| 内務大臣                                 | アリエ・デリ                     |      | シャス             | 保健相と兼任                   | シャス党首 2023年1月24日免                 |
| 内務大臣                                 | ミハエル・マルキエリ             |      | シャス             | 大臣代行 宗教問題相と兼任      | 2023年1月24日任 2023年4月19日免            |
| 内務大臣                                 | Moshe Arbel                      |      | シャス             | 保健相と兼任                   | 2023年4月19日任                            |
| 保健大臣                                 | アリエ・デリ                     |      | シャス             | 内相と兼任                     | シャス党首 2023年1月24日免                 |
| 保健大臣                                 | Yoav Ben-Tzur                    |      | シャス             | 大臣代行                       | 2023年1月24日任 2023年4月19日免            |
| 保健大臣                                 | Moshe Arbel                      |      | シャス             | 内相と兼任                     | 2023年4月19日任                            |
| 農務・地方開発大臣                       | アビ・ディビター                 |      | リクード           |                                |                                            |
| アーリヤ・統合大臣                       | オフィル・ソフェル               |      | 宗教シオニスト党   |                                |                                            |
| 通信大臣                                 | シュロモ・カリイ                 |      | リクード           |                                |                                            |
| 住宅・建設大臣 首相官邸内大臣            | イツハク・ゴルドノフ             |      | ユダヤ・トーラ連合 |                                | ユダヤ・トーラ連合党首                     |
| 文化・スポーツ大臣                       | ミキ・ゾハル                     |      | リクード           |                                |                                            |
| 国防大臣                                 | ヨアヴ・ガラント                 |      | リクード           |                                | 2024年11月5日解任                          |
| 国防大臣                                 | イスラエル・カッツ               |      | リクード           |                                | 2024年11月5日任（報道により数日ズレあり）  |
| ネゲブ・ガリラヤ開発・国土強靭化担当大臣 | イツハク・バッセルラウフ         |      | ユダヤの力         |                                |                                            |
| ディアスポラ大臣 社会平等大臣            | アミハイ・チクリ                 |      | リクード           |                                |                                            |
| 経済大臣                                 | ニル・バルカット                 |      | リクード           |                                |                                            |
| 教育大臣 地方連携大臣                    | ヨアブ・キッシュ                 |      | リクード           |                                |                                            |
| 教育省内大臣                             | ハイム・ビトン                   |      | シャス             |                                |                                            |
| 環境保護大臣                             | イディット・シルマン             |      | リクード           |                                |                                            |
| 財務大臣 国防省内大臣                    | ベザレル・スモトリッチ           |      | 宗教シオニスト党   |                                | 宗教シオニスト党党首                       |
| 外務大臣                                 | エリ・コーヘン                   |      | リクード           | 2023年年末にエネルギー相と交代 | 2023年12月31日免（報道により数日ズレあり） |
| 外務大臣                                 | イスラエル・カッツ               |      | リクード           |                                | 2024年1月1日任（報道により数日ズレあり）   |
| 外務大臣                                 | ギドン・サール                   |      | 新しい希望         |                                | 2024年11月5日任                            |
| エルサレム問題・遺産大臣                 | アミハイ・エリヤフ               |      | ユダヤの力         |                                |                                            |
| 諜報大臣                                 | ギラ・ガムリエル                 |      | リクード           |                                |                                            |
| 労働・社会・福祉大臣                     | ヤーコブ・マルギ                 |      | シャス             |                                |                                            |
| 労働・社会・福祉省内大臣                 | Yoav Ben-Tzur                    |      | シャス             |                                |                                            |
| インフラ・エネルギー・水大臣             | イスラエル・カッツ               |      | リクード           | 2023年末に外相と交代           | 2023年12月31日免（報道により数日ズレあり） |
| インフラ・エネルギー・水大臣             | エリ・コーヘン                   |      | リクード           | 2023年年末にエネルギー相と交代 | 2024年1月1日任（報道により数日ズレあり）   |
| 国家任務大臣                             | オリット・ストルーク             |      | 宗教シオニスト党   |                                |                                            |
| 国家安全保障大臣                         | イタマル・ベン-グヴィル          |      | ユダヤの力         |                                | ユダヤの力党首 弁護士                      |
| 宗務問題大臣                             | ミハエル・マルキエリ             |      | シャス             |                                |                                            |
| 科学技術大臣                             | オフィル・アクニス               |      | リクード           |                                |                                            |
| 戦略大臣                                 | ロン・デルメル                   |      | リクード           |                                |                                            |
| 観光大臣                                 | ハイム・カッツ                   |      | リクード           |                                |                                            |
| 交通大臣                                 | ミリ・レジェブ                   |      | リクード           |                                | 元軍人                                     |
| 首相官邸内大臣                           | ガリット・ディステルアトバリアン |      | リクード           |                                |                                            |
| 無任所大臣                               | メイル・ポルシュ                 |      | ユダヤ・トーラ連合 |                                |                                            |

出典：日本貿易振興機構（ジェトロ）の2023年1月12日付の記事より

### 副大臣
出身政党：
  リクード    シャス    宗教シオニスト党    ユダヤ・トーラ連合    ユダヤの力    ノアム